# Pådragsdon
Pådragsdon har till uppgift, att efter en signal ifrån regulatorn, reglera till exempel vatten eller energi i ett reglersystem till önskat börvärde. Ett pådragsdon kan vara en ventil eller ett spjäll. Pådragsdonet styrs i sin tur av ett ställdon, ventilens cylinder.
Tre viktiga egenskaper att känna till om ett pådragsdon är om det är linjärt, om det har någon dödtid och om det har någon tidskonstant.
Det är mycket viktigt att justera ett pådragsdon rätt för att kunna utnyttja det hela pådragsdonets arbetsyta.